# Metzervisse
Metzervisse település Franciaországban, Moselle megyében. Lakosainak száma 2276 fő (2022. január 1.). Metzervisse Buding, Distroff, Inglange, Metzeresche, Volstroff és Stuckange községekkel határos.

## Népesség
A település népességének változása:
| Lakosok száma | 1156 | 1169 | 1157 | 1520 | 2090 | 2275 | 2271 | 2264 | 2268 | 2276 |
|               | 1968 | 1982 | 1990 | 2006 | 2013 | 2015 | 2017 | 2019 | 2020 | 2022 |